# Praha (okres Lučenec)
Praha je obec na Slovensku, která leží v okrese Lučenec. Žije zde 75 obyvatel.
Obec založili v 15. století čeští husité – na tuto tradici odkazuje i husitský kalich ve znaku obce. První písemná zmínka pochází z roku 1451. V obci se nachází jednolodní klasicistní evangelický kostel z roku 1856 a lidová dřevěná márnice z roku 1786.